# Philippe-Antoine Merlin de Douai
Philippe-Antoine Merlin de Douai, mais conhecido como Merlin de Douai (Arleux, 30 de outubro de 1754 - Paris, 26 de dezembro de 1838) foi um político e advogado francês notório durante a Revolução Francesa.

## Revolução
Como membro eleito dos Estados Gerais pelo Terceiro Estado, foi um dos principais defensores dos princípios de liberdade e igualdade consagrados no Juramento do Jogo da Péla pela Assembleia Nacional Constituinte em 20 de junho de 1789.
Em nome da comissão designada para tratar dos direitos da nobreza do Antigo Regime, Merlin de Douai apresentou relatórios sobre o senhorialismo e aprovou legislação para a abolição da primogenitura, garantindo igualdade de herança entre parentes do mesmo grau e entre homens e mulheres.
Embora moderado, como deputado da Convenção Nacional ao lado da Montanha, Merlin de Douai votou pela execução do rei Luís XVI. Mais tarde, apresentou à Convenção a Lei dos Suspeitos (1793), permitindo a detenção sumária de suspeitos contrários à Revolução.
Após o início da Reação Termidoriana, que provocou a queda de Robespierre em 1794, tornou-se presidente da Convenção e membro do Comitê de Salvação Pública, defendendo o fechamento do Clube Jacobino. Foi ainda redator de um novo código penal, o Rapport et projet de code des délits et des peines (1794), além de atuar na política externa da República Francesa.

## Diretório

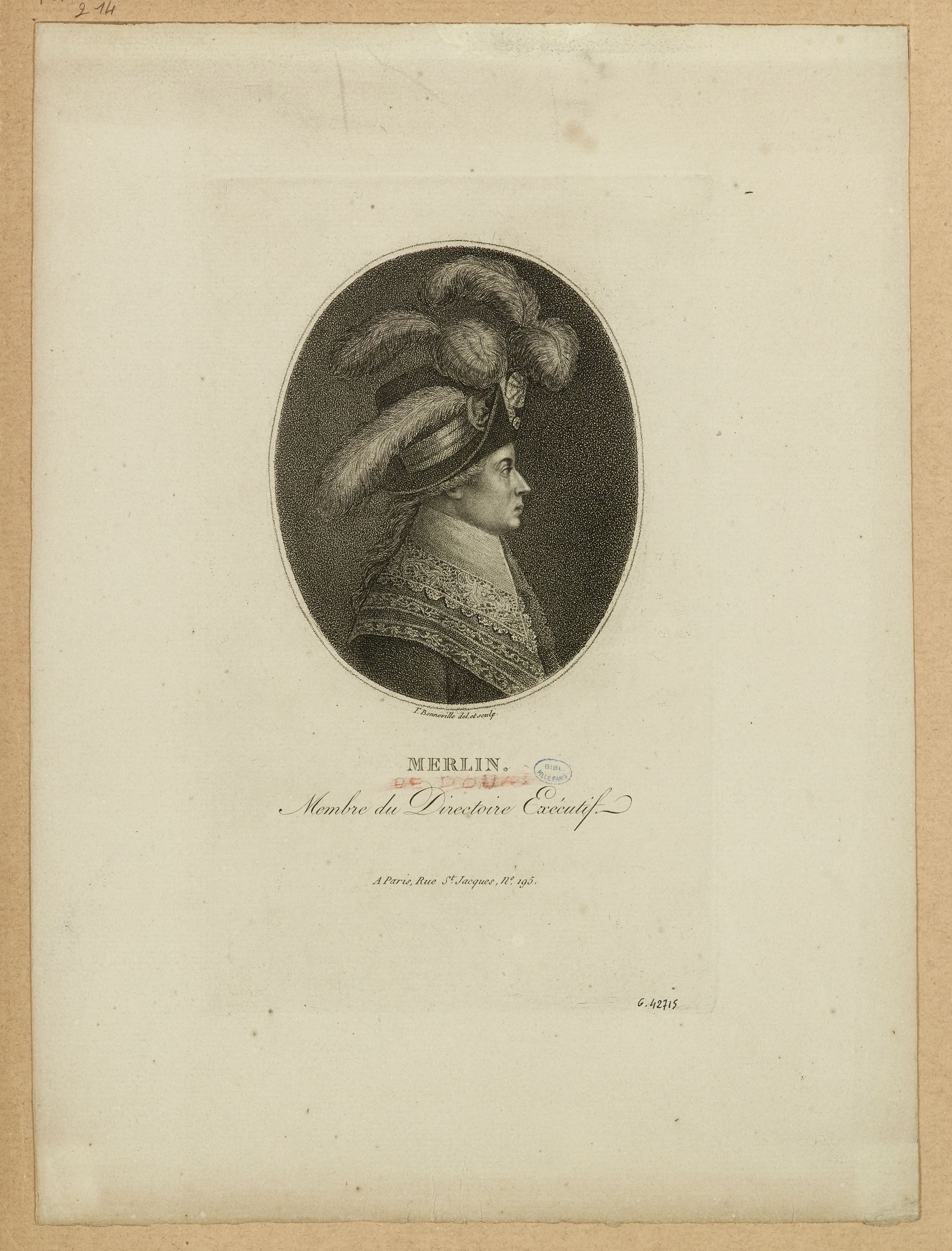
Merlin de Douai, membro do Diretório (1797)

Foi nomeado Ministro da Justiça em 1795 e, posteriormente, Ministro da Polícia Geral em 1796, ficando responsável pela fiscalização dos emigrantes monarquistas que regressavam à França naquele período. Após o Golpe de 18 de Frutidor (1797), tornou-se membro do Diretório e seu presidente entre maio e junho de 1799. Foi acusado de falência e corrupção, sendo forçado a retirar-se para a vida privada durante o Golpe de 30 de Prairial do Ano VII (1799).

## Consulado e Império
Merlin de Douai não participou do Golpe de 18 de Brumário (1799) que levou Napoleão Bonaparte ao poder. Sob o Consulado, tornou-se Procurador-Geral e, embora não tenha participado da elaboração do Código Napoleônico, esteve muito envolvido nas questões relativas à sua aplicação. Tornou-se membro do Conselho de Estado, Conde do Império e Grande Oficial da Legião de Honra.

## Posteridade
Tendo retomado suas funções durante o Governo dos Cem Dias (1815), foi banido durante a segunda Restauração Francesa. Na Revolução de Julho de 1830, regressou a França e reingressou no Institut de France, do qual foi membro original, sendo também admitido na Académie des Sciences Morales et Politiques durante o reinado de Luís Filipe I.